# Actineria villosa
Actineria villosa är en havsanemonart som först beskrevs av Jean René Constant Quoy och Joseph Paul Gaimard 1833.  Actineria villosa ingår i släktet Actineria och familjen Thalassianthidae. Inga underarter finns listade i Catalogue of Life.